# روبرتو بلانکو (بازیکن فوتبال)
روبرتو بلانکو (انگلیسی: Roberto Blanco؛ زادهٔ ۲۶ نوامبر ۱۹۳۸) بازیکن فوتبال اهل آرژانتین است.
از باشگاه‌هایی که در آن بازی کرده‌است می‌توان به باشگاه فوتبال راسینگ کلوب آویاندا اشاره کرد.